# Олейники (Хмельницкая область)
Олейники (укр. Олійники) — село в Теофипольском районе Хмельницкой области Украины.
Население по переписи 2001 года составляло 337 человек. Почтовый индекс — 30642. Телефонный код — 3844. Занимает площадь 1,341 км². Код КОАТУУ — 6824785301.

## Местный совет
30642, Хмельницкая обл., Теофипольский р-н, с. Олейники, ул. Центральная, 28